# Mont-Disse
Mont-Disse ist eine französische Gemeinde mit 81 Einwohnern (Stand 1. Januar 2022) im Département Pyrénées-Atlantiques in der Region Nouvelle-Aquitaine (vor 2016: Aquitanien). Die Gemeinde gehört zum Arrondissement Pau und zum Kanton Terres des Luys et Coteaux du Vic-Bilh (bis 2015: Kanton Garlin).
Der Name in der gascognischen Sprache lautet Mont-Dissa. Die Bewohner der Gemeinde werden Mont-Dissois und Mont-Dissoises genannt.

## Geographie
Mont-Disse liegt circa 45 Kilometer nördlich von Pau in der Region Vic-Bilh der historischen Provinz Béarn am nordöstlichen Rand des Départements.
Umgeben wird der Ort von den Nachbargemeinden:
| Diusse           | Aubous                                      |         |
| Conchez-de-Béarn | Kompassrose, die auf Nachbargemeinden zeigt | Aydie   |
|                  | Cadillon Aurions-Idernes                    | Arrosès |

Mont-Disse liegt im Einzugsgebiet des Flusses Adour. Der Larcis, ein Nebenfluss des Lées, markiert die östliche Grenze zu den Nachbargemeinden Aubous, Aydie und Arrosès. Zwei Zuflüsse des Lasrcis, der Lisau und der Ruisseau de Libet, durchqueren das Gebiet der Gemeinde und münden in Mont-Disse in den Larcis.

## Geschichte
Das Zentrum des heutigen Mont-Disse liegt an einem Hang eines Hügels am Zusammenfluss von Lisau und Larcis. Auf dem höchsten Punkt des Hügels lassen sich noch heute Spuren einer befestigten Anlage in Form einer unregelmäßigen Raute zu sehen. Reste von Gräben und Böschungen von einer Höhe zwischen 1,5 m und 2 m sind an den Seiten zu erkennen. Die erste Siedlung wurde vermutlich an dieser Stelle während der gallorömischen Zeit oder ganz am Anfang des Mittelalters gegründet.
Die Grundherren der beiden Dörfer wurden seit dem frühen 12. Jahrhundert in den Aufzeichnungen erwähnt. Bei dem Zensus im Jahre 1385 wurden in Mont neun, in Disse zwölf Haushalte gezählt. Beide unterstanden der Bailliage von Lembeye. Die Gemeinde Disse hat sich 1794 der Gemeinde Mont angeschlossen, die seit 1931 den heutigen Namen Mont-Disse trägt.
Toponyme und Erwähnungen von Mont waren:
- Ezmont (12. Jahrhundert, laut Pierre de Marcas Buch Histoire de Béarn, S. 449),
- Le Mont de Vic-Vielh (1385, Volkszählung im Béarn),
- Le Mont (1750, Karte von Cassini),
- Mont (1793 und 1801, Notice Communale bzw. Bulletin des Lois) und
- Mont-Disse (1931, Notice Communale).[5][7][6]

Toponyme und Erwähnungen von Disse waren:
- Düsse (1487, Register der Betriebe im Béarn),
- Dissa und Dyssa (1538 bzw. 1546, Manuskriptsammlung des 16. bis 18. Jahrhunderts) und
- Duisse (1750, Karte von Cassini).[5][7]

### Einwohnerentwicklung
Nach einem Höchststand der Einwohnerzahl von rund 385 Einwohnern in der ersten Hälfte des 19. Jahrhunderts hat sich die Zahl bei kurzen Wachstumsphasen bis zur Jahrtausendwende auf ein Niveau von rund 75 reduziert, das bis heute eingehalten wird.
| Jahr      | 1962 | 1968 | 1975 | 1982 | 1990 | 1999 | 2006 | 2009 | 2022 |
| --------- | ---- | ---- | ---- | ---- | ---- | ---- | ---- | ---- | ---- |
| Einwohner | 115  | 106  | 92   | 90   | 82   | 67   | 76   | 79   | 81   |

## Sehenswürdigkeiten
- Pfarrkirche, gewidmet dem heiligen Stephanus. Der größte Teil des Gebäudes und das südliche Eingangsportal datieren aus der zweiten Hälfte des 12. Jahrhunderts. Die Kirche wurde mit dem Anbau einer Sakristei im 18. Jahrhundert vergrößert, im 19. Jahrhundert kam ein kleiner Glockenturm hinzu. Das westliche Eingangsportal im neugotischen Stil datiert aus dem Jahr 1864, wie seine Inschrift mit der entsprechenden Jahreszahl bestätigt. Das einschiffige Langhaus endet mit einer romanischen Apsis mit einem Halbkuppelgewölbe und drei Fenstern. Sie ist mit einem Strebewerk ausgestattet und mit einem Gesims mit Kragsteinen verziert.[9] Auf dem Tympanon des Eingangsportals ist ein Christusmonogramm eingearbeitet, das traditionell die Buchstaben Rho („P“) und Chi („X“) und Alpha und Omega zeigt. Auffällig sind zwei halbe Sonnen links von der Schlinge des Rho, eine nicht oft anzutreffende Symbolik. Ebenso fehlt das verbreitete „S“ für „Salvator“ (deutsch Retter), das sich häufig um den Fuß des Rho schlingt. Zwei Säulen, deren Kapitelle mit Blattwerk, Vögeln und mythenhaften Tieren verziert sind, umrahmen den Eingang.[10] Zwei Glasfenster sind Werke der Glasmalerei Mauméjean aus der ersten Hälfte des 20. Jahrhunderts. Weitere Ausstattungsgegenstände stammen aus dem 18. und 19. Jahrhundert und sind als nationale Kulturgüter registriert.[11]

- Schloss von Mont. Im 16. Jahrhundert errichtet, diente es als Sitz der Grundherrschaft von Mont, die 1753 an die Familie Hiton ging. Diese vergrößerten das Anwesen in den Jahren 1770 und 1780 und behielten es bis 1844. Sie fügten ein Gebäudeteil östlich des Wohntrakts an und ließen die Fassade überarbeiten, um eine Symmetrie herzustellen, die alle bedeutenden Häuser des Vic-Bilh charakterisiert. Erneute Restaurierungen wurden im 20. Jahrhundert durchgeführt. Von dem ursprünglichen Bau sind heute nur der viereckige Turm, die Fenster mit Sitzbänken und die Kamine übrig geblieben. Das Schloss ist in Privatbesitz und nicht zu besichtigen.[12]

## Wirtschaft und Infrastruktur

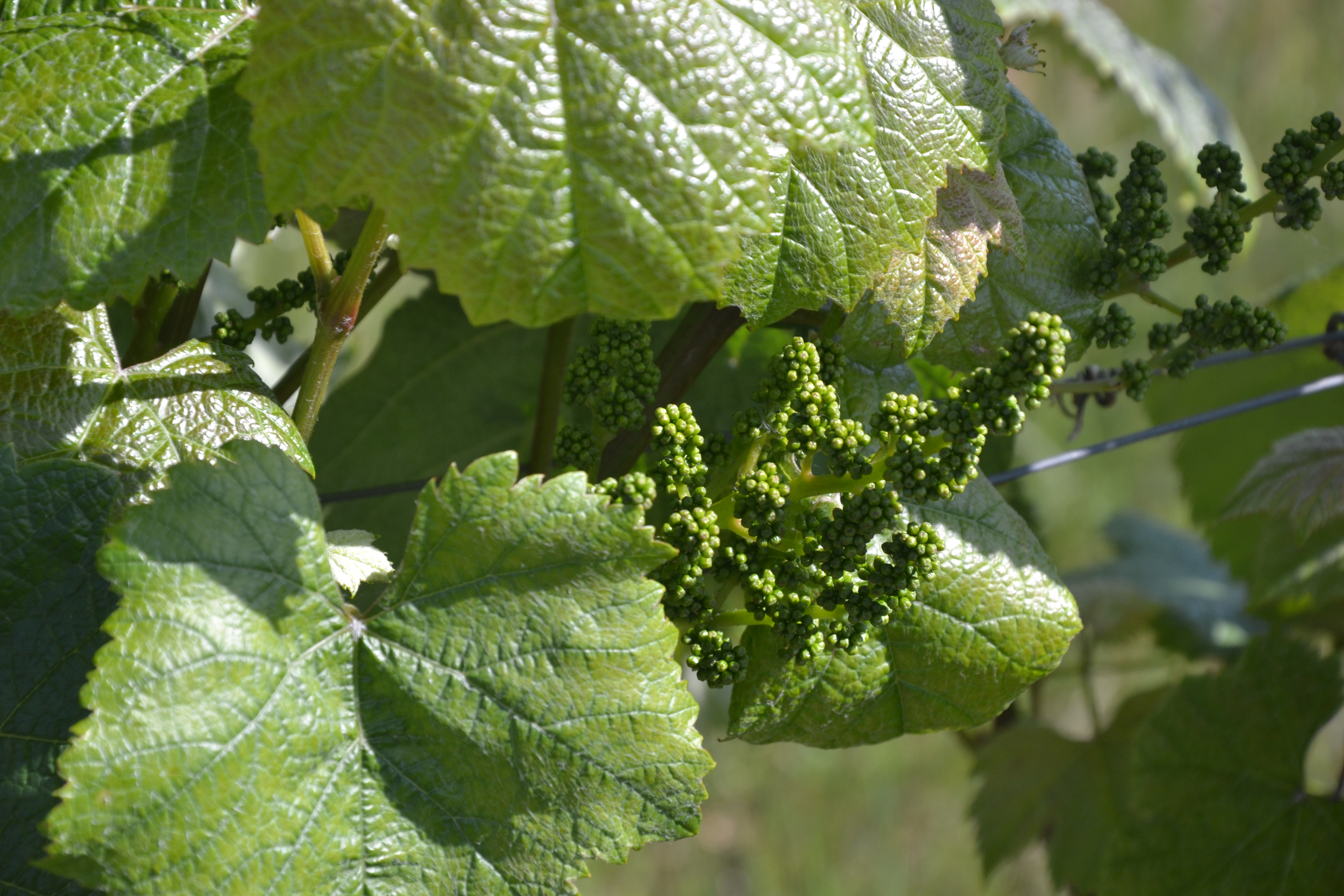
Weinrebe der AOC Pacherenc du Vic-Bilh

Die Landwirtschaft ist traditionell der wichtigste Wirtschaftsfaktor der Gemeinde. Mont-Disse liegt in den Zonen AOC der Weinanbaugebiete des Béarn, Madiran und Pacherenc du Vic-Bilh.
Das Landgut Domaine Coustaü in Mont-Disse baut Weine der AOC Madiran und Pacherenc du Vic-Bilh an. Besucher können neben Verkostung und Kauf von Weinen auf Anfrage das Weingut besichtigen.

### Verkehr
Mont-Disse ist angeschlossen an die Routes départementales 205 und 317.